# Pedicularis acmodonta
Pedicularis acmodonta är en snyltrotsväxtart som beskrevs av Pierre Edmond Boissier. Pedicularis acmodonta ingår i släktet spiror, och familjen snyltrotsväxter. Inga underarter finns listade i Catalogue of Life.